# Il denaro (Zola)
Il denaro (traduzione italiana del titolo originale francese L'Argent) è un romanzo di Émile Zola costituente il diciottesimo volume del ciclo de I Rougon-Macquart.

## Trama
Il libro, pubblicato nel 1891 e ambientato nella Parigi imperiale di Napoleone III, narra le vicende di una grande speculazione finanziaria architettata da Aristide Saccard.
Saccard, assieme a Madame Caroline e al fratello Hamelin (un vulcanico ingegnere pieno d'idee), sognano e realizzano il grandioso progetto di realizzare la Banca universale, che servendosi dei soldi di molti risparmiatori della borghesia dell'epoca, opera alcuni progetti nel Medio Oriente infervorato della costruzione del Canale di Suez.
Il romanzo descrive una Parigi molto dinamica, siamo nell'anno dell'Esposizione universale, la Borsa parigina è tra le più importanti del mondo moderno e qui Saccard assieme ai suoi soci trova terreno fertile per realizzare il suo sogno, perché come dice Maxime, il figlio di Saccard, lui non ama il denaro come un avaro, non vuole ammucchiarlo, ma lo vuole far scaturire come una sorgente, da ogni luogo. Non a caso la sede della sua Banca Universale ha l'aspetto di un palazzo principesco.
L'eccesso speculativo porterà all'inevitabile distruzione del sogno, trascinando con sé tutti quelli che in Saccard avevano creduto. Tuttavia esso sfuggirà dal castigo, grazie alla sua sfrenata immaginazione ed esiliato nei Paesi Bassi si rimette a trafficare. Nel finale soltanto madame Caroline uscirà dalla distruzione come rigenerata, come l'aria stranamente mite di una primavera parigina.
La vicenda è ispirata alla parabola del banchiere Paul Eugène Bontoux e dell'Union Générale, una banca d'affari fallita nel 1882.

## Edizioni italiane
- Il denaro, trad. anonima, Milano, Treves, 1891.
- Il denaro, traduzione di Edmondo Corradi, Roma, Voghera, 1900.
- Il denaro. Una gigantesca speculazione finanziaria nella Francia del Secondo Impero, traduzione di Luisa Collodi, introduzione di Attilio Lolini, Collana Biblioteca Economica, Roma, Newton Compton, 1996, ISBN 88-81-83336-0.
- Il denaro, a cura di Fabio Grassi, Collana La memoria n.1054, Palermo, Sellerio, 2017, ISBN 978-88-38-93612-8.
- Il denaro, a cura di Donata Feroldi, Nuovi Oscar Classici, Mondadori, 2018.

## Adattamenti
- Il denaro - film muto del 1928 diretto da Marcel L'Herbier su sceneggiatura di Arthur Bernède.[3]